# Friedrich Richard Faltin
Friedrich Richard Faltin   (Gdańsk, 5 de gener de 1835 - Hèlsinki, 1 de juliol de 1918) va ser un compositor finlandès, organista, educador musical i col·leccionista de música popular finlandesa.

## Biografia
Richard Faltin era d'origen alemany i procedia de Danzig. Va treballar com a virtuós d'orgue, professor d'orgue, director d'orquestra i compositor. Després d’estudiar a Danzig (amb Friedrich Wilhelm Markull), Dessau (amb Friedrich Schneider) i Leipzig, va ser inicialment professor de música en un institut de Viipuri del 1856 al 1869, on va fundar una associació de cant i orquestra. Des del 1869 va ser Kapellmeister al teatre suec i director dels concerts simfònics a Hèlsinki, el 1870 organista de la Nikolaikirche i director musical de la universitat. Del 1871 al 1884 va ser director d'una associació d'oratori que va fundar, del 1873 al 1879 Kapellmeister a l'Òpera de Finlàndia (un departament del Teatre Nacional de Finlàndia), des del 1882 professor d'orgue al Conservatori (des del 1897 professor). Faltin va fer importants contribucions a la vida musical finlandesa, al costat de Fredrik Pacius va ser el representant més important de la influència alemanya en la música finlandesa.
Les seves dues sonates per a piano del 1850 eren obres primerenques que s'havien escrit a Alemanya. Va publicar tres llibres de corals (1871, 1888, 1897), així com una col·lecció de preludis d'òrgans i finals de coral; a més, va publicar cors i cançons masculines, femenines i mixtes. Pel que fa a la música instrumental, va compondre, entre altres coses, variacions sobre el seu propi tema (1861), una obra per a piano que mostra la influència de Robert Schumann i Felix Mendelssohn Bartholdy. El compositors Ilmari Krohn i Jean Sibelius va ser entre d'altres deixebles de Faltin.
El fill de Faltin era el cirurgià Richard Wilhelm Gottlieb Faltin (1867–1952).

## Publicacions
- Kantaatti 1890 vuoden Promotsionissa. Solistes i orquestres solistes de soprano. Pianosovitus [fragment de piano]. Hèlsinki: G. W. Edlund, [1890?].
- Llibre coral per a l'església, l'escola i la llar amb Hosianna de Vogler. För san och orgel eller piano utgifven de Richard Faltin, Helsingfors: Tidnings- & Tryckeri-Aktiebolagets tryckeri, 1890.